# 田弘遇
田弘遇（16世纪？—1643年），陝西人，亦稱廣陵人，明末人物。

## 生平
曾任揚州千總，长女（或称其名田秀英）在崇祯帝做信王时入王府做妾。崇禎帝即位，女儿田氏封爲貴妃，田弘遇官封左都督，竊弄威權，京城側目，習稱“田戚畹”。《明史》记，崇祯帝曾告诫他和袁貴妃的父亲袁祐“宜恪遵法度，為諸戚臣先。”其它典籍则记，袁祐相比田弘遇“声势相去远甚”。
當時明朝內憂外患，崇祯帝郁郁不歡，田弘遇為崇祯帝稍解苦悶，往江南選美，攜帶千人，東南騷動。崇祯帝不好女色，陳圓圓進宮後被退回田府，收陳圓圓為歌妓，後贈予吳三桂，盡其拉攏之意。崇禎十五年（1642年），田妃死，寵遇稍衰。田弘遇又欲送幼女（或称其名田淑英）入宫，次年田弘遇病死，再次年明亡，事情未成。
1644年，甲申之變，崇祯帝自縊於煤山。張岱《石匱書》有評：“國朝遇外戚，恩禮有數；雖極寵眷，而終不使任事蒞民，故多所保全。高創大業，以兵亂，外家無封者。永樂本中山王女，以王勳世其家；而彭城、惠安（均爲诚孝昭皇后兄）又各以軍功封爵，余官止都督繼世而已：不亦隆殺有體哉？迨後二張（张鹤龄、张延龄，孝康敬皇后弟）驕橫，身就三木。而末葉李武清、周嘉定、田都督之富貴豪華，為歡無幾，旋至滅亡。然而戚畹椒房，亦當知所自處矣！”